# Slobodan Nikić
Slobodan Nikić (serbio cirílico: Слободан Никић, (nacido el 25 de enero de 1983) es un jugador de waterpolo profesional serbio. Actualmente juega para el Galatasaray y él es un miembro de la selección nacional de waterpolo masculino de Serbia. Sus logros más notables con el equipo nacional son la medalla de plata de los Juegos Olímpicos en 2004 y el bronce a partir de 2012, dos medallas de oro en los Campeonatos del Mundo en 2005 y 2009, y tres medallas de oro en los Campeonatos de Europa en 2003, 2006 y finalmente en 2012. En su carrera de clubes, sus logros más importantes son la LEN Euroliga y la LEN Supercopa que ganó en 2010 con Pro Recco. En el verano de 2012, firmó con el Galatasaray.
Del 9 al 11 de enero de 2012, Nikić compitió con su equipo nacional en la isla griega de Chios en la Copa Samaridis que era más un torneo de preparación como para el próximo Campeonato de Europa 2012 celebrado en Eindhoven. Él y sus compañeros de equipo terminaron en segundo lugar detrás de los montenegrinos por diferencia de goles.